# Тезільє
Тезільє́ (фр. Thézillieu) — колишній муніципалітет у Франції, у регіоні Овернь-Рона-Альпи, департамент Ен. Населення — 321 осіб (2011).
Муніципалітет був розташований на відстані близько 410 км на південний схід від Парижа, 65 км на схід від Ліона, 45 км на південний схід від Бург-ан-Бресса.

## Історія
До 2015 року муніципалітет перебував у складі регіону Рона-Альпи. Від 1 січня 2016 року належав до нового об'єднаного регіону Овернь-Рона-Альпи.
1 січня 2019 року Тезільє, Кормаранш-ан-Бюже, Отвіль-Лон i Остія було об'єднано в новий муніципалітет Плато-д'Отвіль.

## Демографія
Динаміка населення (Cassini ):
Розподіл населення за віком та статтю (2006):
| Стать | Всього | До 15 років | 15-24 | 25-44 | 45-64 | 65-85 | Понад 85 |
| --- | ------ | ----------- | ----- | ----- | ----- | ----- | -------- |
| Чоловіки | 140    | 24          | 16    | 44    | 36    | 20    | 0        |
| Жінки | 168    | 24          | 20    | 32    | 48    | 32    | 12       |
| \| Статево-вікова піраміда \| Статево-вікова піраміда \| Статево-вікова піраміда \| \| ----------------------- \| ----------------------- \| ----------------------- \| \| Чоловіки \| Вік \| Жінки \| \| 0 \| 85 + \| 12 \| \| 8 \| 80-84 \| 4 \| \| 4 \| 75-79 \| 4 \| \| 8 \| 70-74 \| 12 \| \| 0 \| 65-69 \| 12 \| \| 4 \| 60-64 \| 12 \| \| 8 \| 55-59 \| 4 \| \| 12 \| 50-54 \| 20 \| \| 12 \| 45-49 \| 12 \| \| 12 \| 40-44 \| 12 \| \| 12 \| 35-39 \| 0 \| \| 12 \| 30-34 \| 16 \| \| 8 \| 25-29 \| 4 \| \| 4 \| 20-24 \| 8 \| \| 12 \| 15-20 \| 12 \| \| 16 \| 10-14 \| 8 \| \| 0 \| 5-9 \| 4 \| \| 8 \| 0-4 \| 12 \| |        |             |       |       |       |       |          |
| Статево-вікова піраміда |        |             |       |       |       |       |          |
| Чоловіки | Вік    | Жінки       |       |       |       |       |          |
| 0 | 85 +   | 12          |       |       |       |       |          |
| 8 | 80-84  | 4           |       |       |       |       |          |
| 4 | 75-79  | 4           |       |       |       |       |          |
| 8 | 70-74  | 12          |       |       |       |       |          |
| 0 | 65-69  | 12          |       |       |       |       |          |
| 4 | 60-64  | 12          |       |       |       |       |          |
| 8 | 55-59  | 4           |       |       |       |       |          |
| 12 | 50-54  | 20          |       |       |       |       |          |
| 12 | 45-49  | 12          |       |       |       |       |          |
| 12 | 40-44  | 12          |       |       |       |       |          |
| 12 | 35-39  | 0           |       |       |       |       |          |
| 12 | 30-34  | 16          |       |       |       |       |          |
| 8 | 25-29  | 4           |       |       |       |       |          |
| 4 | 20-24  | 8           |       |       |       |       |          |
| 12 | 15-20  | 12          |       |       |       |       |          |
| 16 | 10-14  | 8           |       |       |       |       |          |
| 0 | 5-9    | 4           |       |       |       |       |          |
| 8 | 0-4    | 12          |       |       |       |       |          |

## Економіка
2010 року серед 192 осіб працездатного віку (15—64 років) 146 були активними, 46 — неактивними (показник активності 76,0%, у 1999 році було 70,4%). З 146 активних мешканців працювало 139 осіб (79 чоловіків та 60 жінок), безробітними було 7 (3 чоловіки та 4 жінки). Серед 46 неактивних 11 осіб було учнями чи студентами, 22 — пенсіонерами, 13 були неактивними з інших причин.

У 2010 році в муніципалітеті числилось 146 оподаткованих домогосподарств, у яких проживали 313,0 особи, медіана доходів виносила 18 670 євро на одного особоспоживача